# Lijst van spelers van GIF Sundsvall
Deze lijst omvat voetballers die bij de Zweedse voetbalclub GIF Sundsvall spelen of gespeeld hebben. De spelers zijn alfabetisch gerangschikt.

## A
- Stefan Ålander
- Åke Andersson
- Anton Andersson
- Johan Andersson
- Peter Andersson
- Mikael Askoogh

## B
- Arash Bayat
- Niklas Bengtsson
- Tommy Bergersen
- Hans Bergh
- Oscar Berglund
- Robin Bergmann
- Billy Berntsson
- Christoffer Brännström
- Christian Brink
- Tomas Brolin
- Fredrik Broman
- Patrik Broman
- Urban Bromann
- Michael Brundin
- Granit Buzuku

## C
- Caio
- Joel Cedergren
- Soso Chedia
- Adam Chennoufi
- Abdul Corr Nyang

## D
- Mikael Dahlberg
- Marcus Danielson
- Denis
- Pa Dibba
- Dori
- Cain Dotson
- Cevin Dotson
- Mirza Durakovic

## E
- Kristian Ek
- Torbjörn Ek
- Johan Eklund
- Pontus Engblom
- Leo Englund
- Tobias Eriksson
- Patrik Eriksson-Ohlsson

## F
- Jón Fjóluson
- Mathias Florén
- Emil Forsberg
- Leif Forsberg

## G
- Bala Garba
- Sverrir Garðarsson
- Ali Gerba
- William Gidlund
- Gilmar
- Erik Granat
- Anders Grönhagen

## H
- Mehmed Hafizovic
- Dan Hagman
- Linus Hallenius
- Simon Helg
- Ronnie Hellström
- Andreas Hermansson
- Juhani Himanka
- Fredrik Holster
- Alexander Hysén

## I
- Jukka Ikäläinen
- Andreas Ingel

## J
- Alieu Jagne
- Saihou Jagne
- Jørn Jamtfall
- Linus Johansson
- Fredric Jonsson
- Kjell Jönsson

## K
- Niklas Karlström
- Johnny Klüft
- Jon-Erik Krantz
- Edib Kurtovic

## L
- Stefan Lagergren
- Christer Larsson
- Eric Larsson
- Niklas Larsson
- Dick Lidman
- Andreas Lindberg
- Kalle Ljungberg
- Erik Löfgren
- Johan Lundgren
- Fredric Lundqvist
- Håkan Lundström
- Robert Lundström
- Mikael Lustig

## M
- Jonathan Malmberg
- Niklas Maripuu
- Pekka Mattila
- Benny Mattsson
- Alexis Mendiola
- Robert Mumba
- Nuri Mustafi
- David Myrestam

## N
- Daniel Näsholm
- Tommy Naurin
- Tarmo Neemelo
- Göran Nicklasson
- Joakim Nilsson
- Per Nilsson
- Rolf-Ola Nilsson
- Fredrik Norberg
- Mattias Nylund

## O
- Marcus Olofsson
- Peter Olofsson
- Philip Olofsson
- Dennis Olsson
- Kali Ongala
- Dennis Östlundh

## P
- Johan Patriksson
- Michel Pires
- Magnus Powell

## R
- Sebastian Rajalakso
- Richard Richardsson
- Patrik Rikama
- Roger Risholt

## S
- Erkan Saglik
- Håkan Sandberg
- Robbin Sellin
- Hannes Sigurðsson
- Rúnar Sigurjónsson
- Pontus Silfver
- Johan Sjöberg
- Johan Sjöberg
- Ari Skúlason
- Daniel Sliper
- Christian Söderberg
- Lennart Söderberg
- Anders Spjut
- Kalle Ståhl
- Tom Staurvik
- Bengt-Göran Stenbäcken
- Fredrik Sundfors
- Øyvind Svenning

## T
- Abubakari Tabula
- Filip Tägtström
- Kakhaber Tskhadadze
- Marko Tuomela

## U
- Akombo Ukeyima

## V
- Donatas Vencevicius

## W
- Kevin Walker
- Patrick Walker
- Jonas Wallerstedt
- Joakim Wendt
- Daniel Westlin

## Y
- Andreas Yngvesson